# Winterzaunkönig
Der Winterzaunkönig (Troglodytes hiemalis) ist eine Vogelart aus der Familie der Zaunkönige (Troglodytidae), die in Kanada, den Vereinigten Staaten und Mexiko verbreitet ist. Der Bestand wird von der IUCN als nicht gefährdet (Least Concern) eingeschätzt.

## Merkmale
Der Winterzaunkönig erreicht eine Körperlänge von etwa 8,0 bis 12,0 cm bei einem Gewicht von ca. 8,0 bis 12,0 g. Wie der Pazifikzaunkönig (Troglodytes pacificus Baird, SF, 1864) ist er ein kleiner dunkler Zaunkönig mit Stummelschwanz, kurzem Schnabel und hellem Augenstreif. Die Oberseite ist rötlich braun mit reichhaltigen dunklen Streifen. Die Handschwingen und Armschwingen sind braun mit dunklen Streifen. Das Kinn, die Kehle und die Oberbrust sind hell holzbraun. Der Rest der Unterseite ist hell holzbraun mit dunkeln Sprenkeln und Schnörkeln. Die Flanken sind farbenreicher als die Brust mit dunklen Streifen. Die Steuerfedern sind hell kastanienbraun mit dunklen Binden. Die Augen sind braun, der Schnabel hell bräunlich mit hellerer Basis und die Beine hell braun. Er ähnelt stark dem Pazifikzaunkönig, wirkt aber blasser und weniger prächtig rötlich gefärbt, speziell an Kehle und dem oberen Brustbereich. Im Vergleich zur sympatrischen Art des Hauszaunkönigs (Troglodytes aedon Vieillot, 1809) ist er kleiner, mit kürzerem Schwanz und mehr auffälligen Streifen am Bauch. Beide Geschlechter ähneln sich. Jungtiere ähneln ausgewachsenen Vögeln, aber dem Braun des Rückens, der Schulterfedern, des Bürzels und der Oberschwanzdecken fehlt das dunkle und weißliche Streifenmuster. Der Augenstreif ist nur undeutlich erkennbar, die Unterseite dunkler und deutlichen dunklen Fransenfedern.

## Verhalten und Ernährung
Der Winterzaunkönig bewegt sich bei der Futtersuche überwiegend am Boden, an gefallenen Bäumen, Wurzelstöcken oder zerstörtem Wald, in Gestrüpp und den Straten im unteren Bereich von Baumkronen. Hier ernährt er sich von einer großen Bandbreite von Wirbellosen. Bei einer Studie in New Hampshire wurde er von 55 möglichen Futterplätzen zu 49,2 % an Baumrinde, 25,5 % im Laub, 14,5 % am Boden unter Laubabwurf, 9,1 % an Kräuter und Farnen und 1,8 % in der Luft bei der Futtersuche beobachtet. Über die genaue Zusammensetzung seiner Nahrung gibt es keine gesicherten Daten. Es wird vermutet, dass er sich von ähnlichen Wirbellosen wie der Pazifikzaunkönig ernährt.

## Lautäußerungen
Der Gesang des Winterzaunkönigs ist ähnlich wie der des Pazifikzaunkönigs. Das Männchen gibt ein langes komplexes Lied stolpernder Triller und klingelnden Tönen von sich, die fünf bis zehn Sekunden dauern. Die Qualität der Lieder klingt weniger hart als die des Pazifikzaunkönigs, mit weniger Klasse, maximaler Frequenz und niedriger Frequenzanpassungen. Ein typischer Ruf ist ein reichhaltiger, harter kilp-kilp-Laut, oft mit ansteigendem Tonfall und tieferer Frequenz als beim Pazifikzaunkönig. Er gibt seltener lebhafte Alarmrufe von sich.

## Fortpflanzung
Im Vergleich zum Pazifikzaunkönigs liegen wenig Daten zur Brutbiologie des Winterzaunkönigs vor. So ist die Nestbeschreibung und der Ort des Baues nicht beschrieben. Von spät im April bis vermutlich bis spät in den Mai legt er seine Eier. Bei einigen beobachteten Paaren in Ontario wird vermutet, dass es zwei Bruten pro Jahr gibt. Ein Gelege besteht aus drei bis neun Eiern, meist aus fünf bis neun. Die Eier sind 15,2 bis 18,6 × 11,9 bis 13,6 mm groß. Die Brutzeit dauert ca. 16 Tage. Die Nestlinge werden von beiden Elternteilen gefüttert. Die Bebrütung erfolgt ausschließlich durch das Weibchen. Nach 15 bis 20 Tagen werden die Nestlinge flügge. Die Zeit, in der die Jungtiere nach dem Verlassen des Nests noch gefüttert werden, ist nicht bekannt.

## Verbreitung und Lebensraum

Verbreitungsgebiet des Winterzaunkönigs

Der Winterzaunkönig brütet in verschiedenen Waldarten, inklusive feuchtem Nadelholzwald, reinem Laubwald und Mischwäldern. Meist hält er sich in reifen altgewachsenen Beständen mit großen Bäumen, auf gefallenen Holzblöcken, auf Baumstummeln und gut entwickeltem Unterholz auf. Oft nutzt er Holzstapel in sich erholenden Wäldern zur Unterkunft. Im Winter findet man ihn in ähnlichem Habitat, wenn er allerdings in die tiefer gelegenen Wälder, die Auengebiete und von Menschen bewohnte Gebiete mit Parks und Waldstücken mit dichtem Unterholz zieht.

## Migration
Der Winterzaunkönig kann je nach Örtlichkeit ein Standvogel, Zugvogel oder Strichvogel sein. Er überwintert regelmäßig im Süden Iowas, dem Norden Illinois, dem Norden Indianas, dem Südosten Michigans, dem Südosten und extremen Süden Ontarios, im zentralen New York, dem Südosten New Hampshires, dem extremen Südosten Maines und südlich bis Florida und den Westen und Osten von Kansas, dem zentralen Oklahoma und dem Osten von Texas. Seltener ist er in dieser Zeit in Nova Scotia, New Brunswick und Neufundland anzutreffen. Er überwintert auch in kleiner Anzahl in den südlichen Rocky Mountains und dem südlichen Great Plains südlich bis Arizona und New Mexico und dem extremen Nordosten Mexikos von Coahuila bis Tamaulipas. Frühlingsmigranten verlassen das Winterquartier von Mitte März bis spät in den April und erreichen ihr Brutgebiet zwischen spätem März und spätem Mai. Herbstzugvögel wandern vom späten Juli bis in den frühen November und sind im Winterquartier von September bis Dezember.

## Unterarten
Es sind zwei Unterarten bekannt.
- Troglodytes hiemalis hiemalis Vieillot, 1819[3] kommt im Osten Kanadas und dem Nordosten der USA vor.
- Troglodytes hiemalis pullus (Burleigh, 1935)[4] ist in den Bergen von West Virginia bis Georgia verbreitet. Die Unterart ist dunkler und weniger rötlich auf der Oberseite im Vergleich zur Nominatform. Die Unterseite wirkt blasser braun. Die Flügel sind länger, der Schnabel kürzer und schlanker.[1]

## Etymologie und Forschungsgeschichte

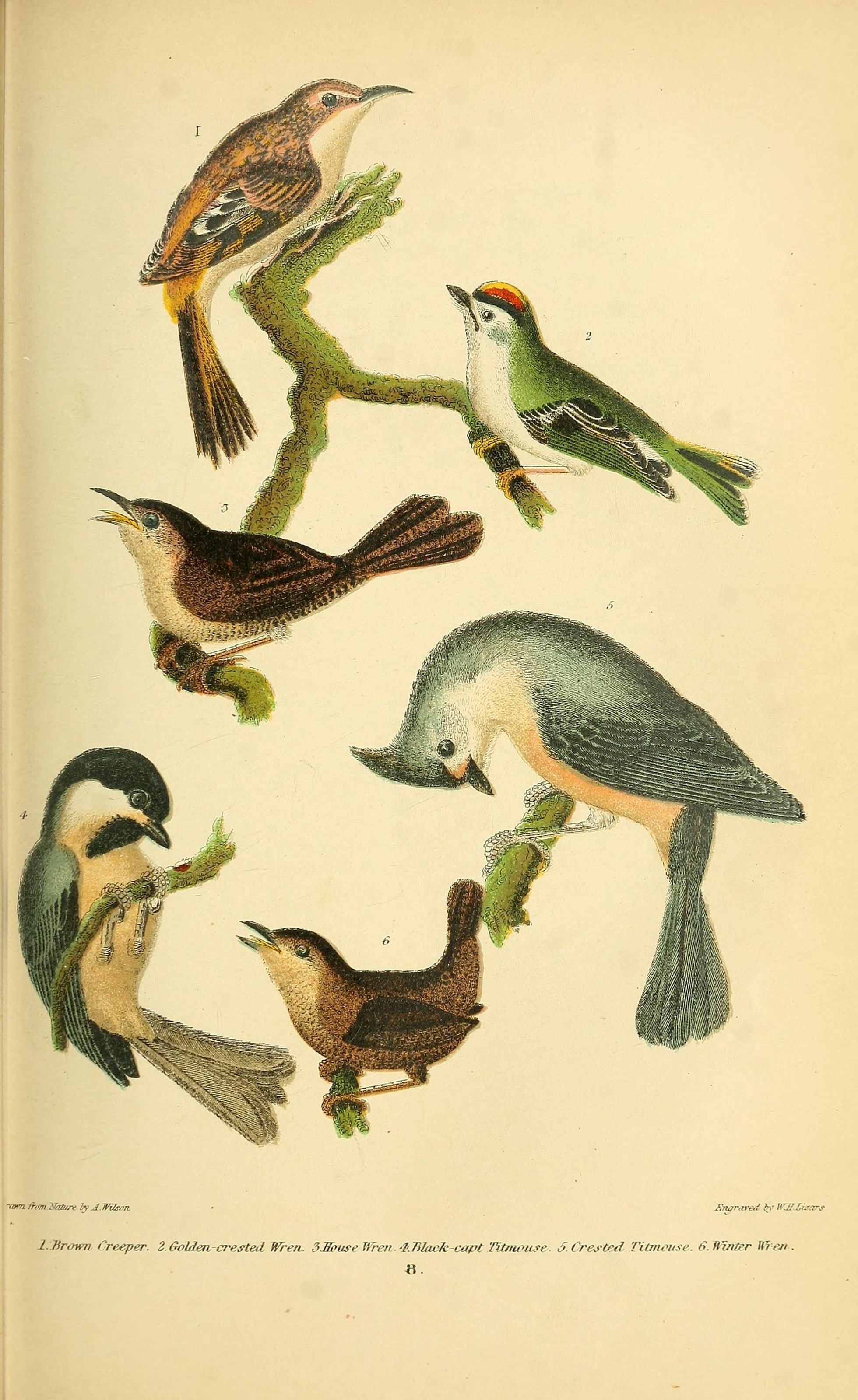
Tafel, die Vieillot zur Erstbeschreibung verwendete

Die Erstbeschreibung des Winterzaunkönigs erfolgte 1819 durch Louis Pierre Vieillot unter dem wissenschaftlichen Namen Troglodytes hiemalis. Das Typusexemplar beschrieb er von Tafel 3 Abbildung 6 von Alexander Wilsons American Ornithology. Bereits 1809 führte Louis Pierre Vieillot die für die Wissenschaft neue Gattung Troglodytes ein. Dieser Name leitet sich von »trōglē, trōgō κτρωγλη, τρωγω« für »Höhle, nagen« und »-dutēs, duō -δυτης, δυω« für »tauchend, eintauchen« ab. Der Artname »hiemalis« ist lateinischen Ursprung und bedeutet »winterlich« von »hiems, hiemis« von »Winter«. »Pullus« ist das lateinische Wort für »dunkelfarben, schwärzlich«.